# Tout Lui Faut

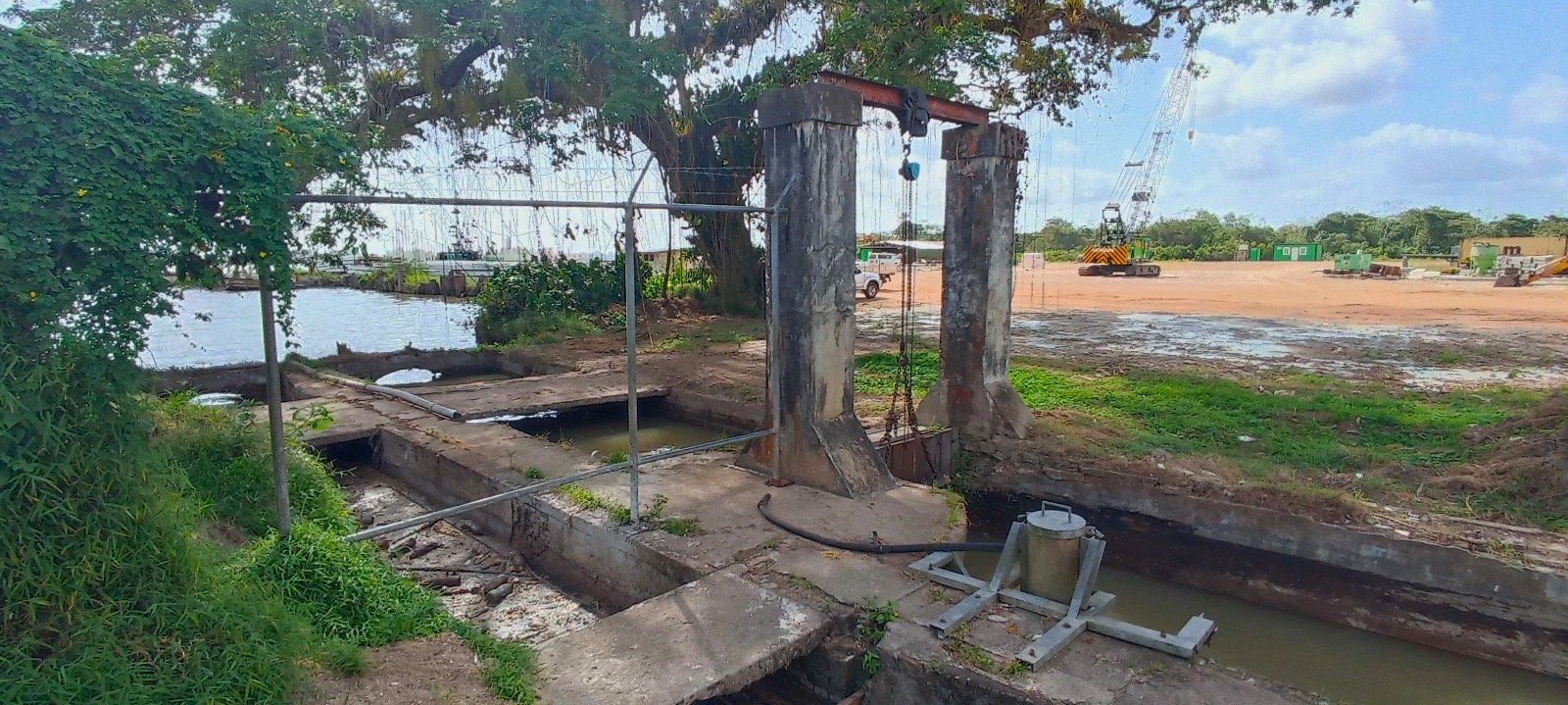
Drielsmasluis met molenkom.

Tout Lui Faut, in het Sranantongo bekend als Tilifo, was een Surinaamse suikerrietplantage aan de Surinamerivier. Sinds 1998 bevindt zich hier de Tout Lui Faut-raffinaderij van Staatsolie Maatschappij Suriname.

## Geschiedenis
Tout Lui Faut werd omstreeks 1700 aangelegd door de Fransman Anthony Desloges. In 1712 werd de plantage korte tijd bezet door de Franse kaapvaarder Jacques Cassard. Rond 1760 kwam de plantage in handen van Johannes van Son, die hem moderniseerde, onder meer door de tot dan toe gebruikte rosmolen te vervangen door een watermolen. Het aantal werkzame slaven werd in die periode ook opgevoerd van 150 in 1737 naar 236 in 1774. Tijdens een bezoek aan Suriname in 1769 door Jacques Maillart-Dumesle, de Franse gouverneur van Cayenne, werd de plantage als toonbeeld van moderniteit aan de gouverneur getoond. Maillart-Dumesle was onder de indruk, maar betoonde zich kritisch over de enorme investeringen, die volgens hem niet door productie kon worden terugverdiend.
In 1793 werd de plantage verlengd tot aan het Pad van Wanica.
Bij de afschaffing van de slavernij in 1863 werden op Tout Lui Faut de volgende familienamen geboekstaafd: Bedt, Bint, Bouva, Contant, Finken, For, Hor, Jemie, Kennie, Konink, Maase, Meers, Neel, Net, Pol, Rauw, Sant, Schuil, Son, Spiegel, Steen, Stoof, Vers, Vierli, Vis, Wal en Wenthol.
Op enig moment schakelden de eigenaren van de plantage over op koffie- en cacaoteelt.

## Wetenswaardig
- De Surinaamse dichter Guillaume Pool publiceerde in 1998 een dichtbundel onder de titel De termieten van Tilifo.
- Radio- en podcastmaakster Maartje Duin, wier voorouders mede-eigenaar waren van de plantage, maakte in 2020 voor de VPRO de podcastserie De plantage van onze voorouders. Deze serie maakte zij samen met Peggy Bouva, een nazaat van slaven afkomstig van Tout Lui Faut.[3] Peggy's achternaam Bouva is mogelijk afgeleid van de achternaam Bouffaré; de Fransman Jean Baptiste François Bouffaré was directeur-administrateur van de plantage van omstreeks 1820 tot zijn dood in 1835.[1]

A la bonne heure · Anna's Zorg · Akkerboom · Alliance · Alkmaar · Andresa · Auka · Andreesgift · Bantaskine · Barbados · Batavia · Beekenhorst · Belladrum · Bellevue · Belwaarde · Beninenburg · Berg en Dal · Bergen op Zoom · Berlijn (Commewijne) · Berlijn (Para) · Bethlehem · Boksweide · Boston · Botany Bay · Boxel · Bronswijk · Brouwerslust · Bruinendaal · Bucklebury · Buitenrust · Burnside · Cadrosspark · Caledonia · Campenburg · Cannewapibo · Catharina Sophia · Clevia  · Cliffort-Kokshoven · Clyde · Concordia · Concordia en een Kwart Lot · Courcabo · De Dageraad · De Goede Vriendschap · De Resolutie · De Vier Hendrikken · Diamond · Dijkveld · Domburg · Dordrecht · Eendragt · Elisabeth's Hoop · Ellen · L'Espérance (Nickerierivier) · L'Espérance (Surinamerivier) · Esthersrust · Fairfield · Fortuin · Flora · Florentia · Frederiksburg · Frederiksdorp · Frederikslust · Geertruidenberg · Geyersvlijt · Glensander · Gloria · Groot Chatillon · Groot Marseille · Guadeloupe · Hague · Hamburg · Hamilton · Hamptoncourt · Hannover · Hazard · Hebron · Hecht en Sterk · Hooyland · Hope · Houttuin · Huntly · Huwelijkszorg · Inverness · Jagtlust · Jodensavanne · Johan & Margaretha · Johanna Catharina · Johanna Maria · Johannesburg · John · Katwijk · Kent · Kerkshoven · Killenstein · Klein Bellevue · Kleinhoop · Krappahoek · Kroonenburg · Kwatta · La Jalousie · La Prosperité · La Rencontre · La Ressource (Saramacca) · La Ressource (Surinamerivier) · La Singularité · Laarwijk · Leasowes · Leliëndaal · Leonsberg · Livorno · Longmay · Lunenburg · Lust en Rust · Lustrijk · Maasstroom · Margarethenburg · Maria Petronella · Mariënbosch · Mariënburg · Margaretha's Gift · Mary's Hope · Meerzorg · Merveille · Moed en Kommer · Mon Bijou · Mon Souci · Mon Trésor · Monnikendam · Mopentibo · Morgenster · Moy · Nieuw Mocha · Nieuwzorg · Nieuwe Aanleg · De Nieuwe Grond · Nijd en Spijt · Novar · Nursery · Nut en Schadelijk · Onoribo · Onverwacht · Oranibo · Ornamibo · Overbrug · Overtoom 
· Oxford · Palestina · Paradise · Persévérance · Petersburg · Picardië · Peperpot · Pieterszorg · Plaisance · Poelwijk · Potosie · Purmerend · Reijnsdorp · Reijnsfort · Rijnberk · Roosenburg · Rorac · Rust en Werk · Rustenburg · Saltzhalen · Sans Souci · Saphir · Sarah · Sardam · Schaapstede · Schoonoord · Sinabo en Gelre · Sint Barbara · Sint Eustatius · Slootwijk · Sorgvliet · Spieringshoek · Standvastigheid · Suidwijn · Suzanna's Daal · Toevlugt (Surinamerivier) · Tout Lui Faut · Toledo · Totness · Tyronne · 't Vertrouwen · Victoria · Vierkinderen · Visserszorg · Voorburg · Voorzorg (Saramacca) · Vossenburg · Vredenburg · Vriendsbeleid en Ouderzorg · Vreeland · Waltonhall · Waldijk · Waterloo · Wederzorg · Welbedacht · Welgelegen (Commewijne) · Welgelegen (Coronie) · Welgevallen · Weltevreden · Wolffs Capoerica · Wolfenbüttel · 't Ylant · Zoelen · Zorg en Hoop (hout) · Zorg en Hoop (indigo) · Zorg en Hoop (katoen) · Zorg en Hoop (suiker)